# Три закона Кларка
Три закона Кларка были сформулированы известным английским изобретателем, писателем-фантастом и футурологом Артуром Кларком:
1. Когда уважаемый, но пожилой учёный утверждает, что что-то возможно, то он почти наверняка прав. Когда он утверждает, что что-то невозможно, — он, весьма вероятно, ошибается.
2. Единственный способ обнаружения пределов возможного состоит в том, чтобы отважиться шагнуть немного дальше — в невозможное.
3. Любая достаточно развитая технология неотличима от магии.

## История происхождения
Первый из трёх законов, изначально называвшийся просто «закон Кларка», был сформулирован автором в его книге «Черты будущего» (англ. Profiles of the Future) (1962). Утверждение, ныне называемое вторым законом, также впервые было упомянуто в этом издании, однако «вторым законом» Кларк назвал его только в последующей редакции своей книги в 1973 году. В этом же издании Кларк сформулировал третий закон, который сегодня известен более остальных. В очередной редакции той же своей книги, сделанной в 1999 году, Кларк добавил четвёртый закон: «Для каждого эксперта существует аналогичный эксперт с противоположной точкой зрения» (буквально «… равный и противоположно направленный эксперт», что является аллюзией на третий закон Ньютона).
Айзек Азимов сформулировал дополнение к первому закону Кларка, касающееся несогласия непрофессионалов с учёным:
«Тем не менее, когда непрофессионалы сплачиваются вокруг идеи, отрицаемой уважаемым, но пожилым учёным, и поддерживают эту идею с пылом и энтузиазмом — то этот уважаемый, но пожилой учёный, в конечном счёте, вероятно, прав».